# Ебергард фон Шторер
Ебергард фон Шторер (нім. Eberhard von Stohrer; 5 лютого 1883, Штутгарт — 7 березня 1953, Констанц) — німецький дипломат.

## Біографія

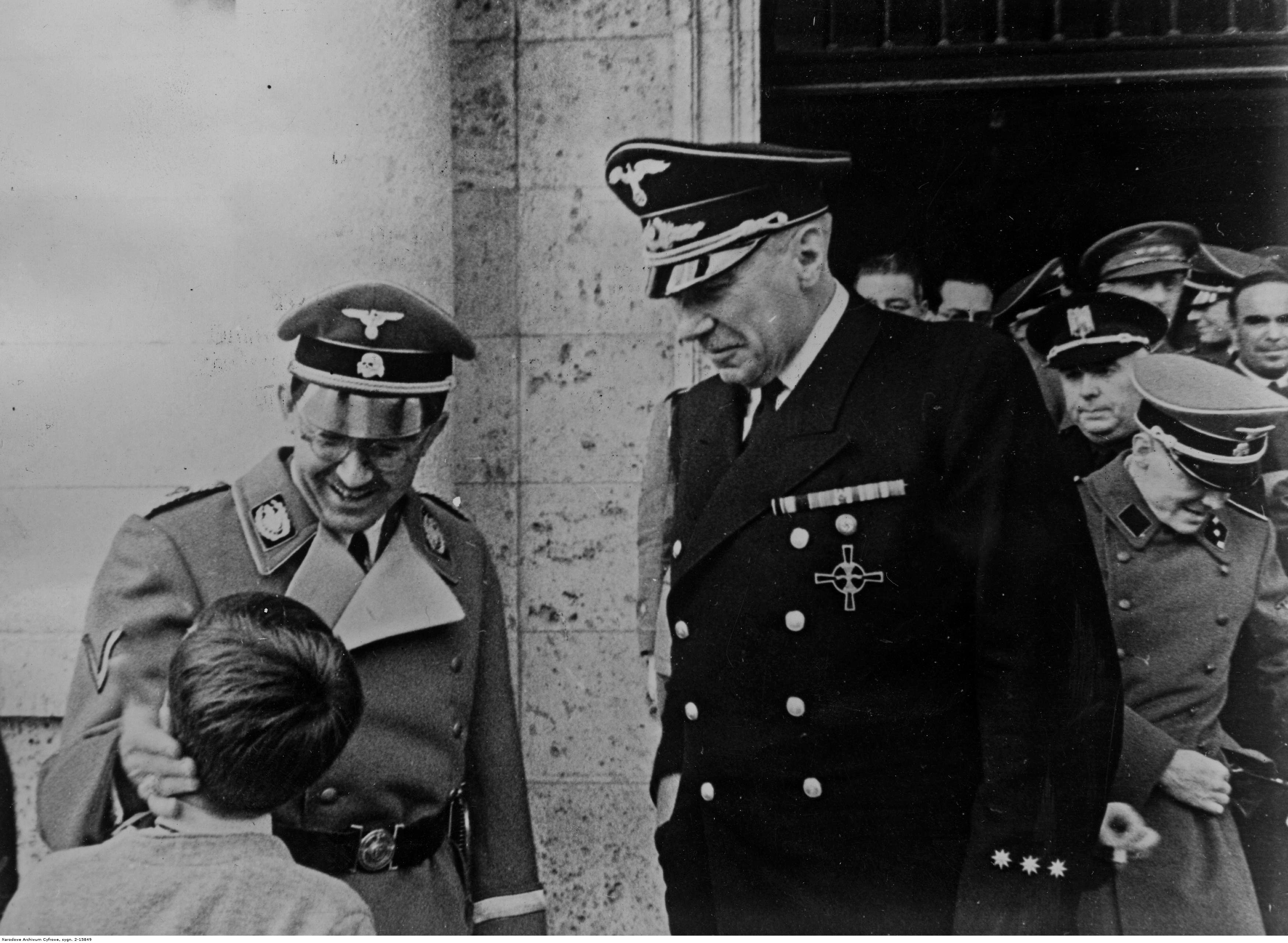
Шторер (в центрі) з Генріхом Гіммлером (Мадрид, 1940).

Син генерала піхоти Вюртемберзької армії Карла фон Шторера (1850–1920). В 1910 році залишив юридичну службу у Вюртемберзі, щоб розпочати дипломатичну кар'єру. В 1913/19 роках — секретар посольства Німеччини в Іспанії. Створив у країні агентурну мережу, яка працювала проти західних держав. З 1923 року керував відділом друку, з серпня 1924 року — відділом кадрів Імперського міністерства закордонних справ. Обіймав дипломатичні посади у посольствах Німеччини в Софії, Брюсселі та Лондоні. В листопаді 1926 року направлений послом Німеччини в Королівство Єгипет. У Каїрі Шторер представляв Німеччину на переговорах з єгипетським урядом про повернення до Єгипту бюста Нефертіті, яке зберігалося в Єгипетському відділі королівських прусських мистецьких зборів в Берліні. Переговори закінчилися безрезультатно через категоричну позицію Адольфа Гітлера. В 1935 році призначений послом Німеччини в Бухаресті. 1 вересня 1936 року вступив у НСДАП. З 23 вересня 1937 по 16 грудня 1942 року — посол Німеччини при уряді Франсіско Франко. В 1943 року був відкликаний в Берлін, де до кінця Другої світової війни служив у міністерстві закордонних справ.

## Нагороди
Отримав численні нагороди, серед яких:
- Залізний хрест 2-го класу
- Хрест «За цивільні заслуги» (Австро-Угорщина)
- Орден Ізабелли Католички, великий хрест (Іспанія)
- Імперський орден Ярма та Стріл, великий хрест (Іспанія)